# Centroglossa
Centroglossa là một chi thực vật có hoa trong họ Orchidaceae.